# Хома Орест Тарасович
Орест Тарасович Хома (нар. 10 березня 1956) — український співак, екс-вокаліст гурту «Смерічка». Заслужений артист України (1996).

## З життєпису
Народився 10 березня 1956 у Львові. Закінчив Львівське музичне училище та Львівський ветеринарний інститут.
У 1977 році розпочав виступати за гурт «Ватра». Згодом перейшов до гурту «Смерічка».
Від 1990 року співає у сімейному гурті зі своєю дружиною Інесою Братущик, разом записали 6 аудіоальбомів. Майже половину репертуару співаків займають коломийки та жартівливі пісні.
Зі своїми піснями гастролював по Англії, Австрії, Монако, Греції, Бельгії, Німеччині, Новій Зеландії, Австралії, США, Канаді, Італії, Франції, Ізраїлі, Афганістані та Індії. Є ведучим програми «Музична пошта» на УТ-1. Учасник фестивалів «Червона рута-91» та «Марія-92».
Разом із дружиною мають двох дочок: Маріанну (нар. 22 листопада 1997), яка працює журналісткою та Соломію (нар. 21 січня 2010).

## Дискографія
- Три дороги (1996)
- Таємниця (1998)
- На Різдво повертаємось додому! (2003)

## Відео
- «Прилетіли ангелята»[1]
- «Три дороги» (неофіційне)[2]
- «Кущ калини»[3]
- «Ти мене не любиш»[4]
- «Кришталеві слова»